# Acetotroof
Een acetotroof organisme is een chemotroof organisme dat de benodigde energie verkrijgt door oxidatie oftewel chemosynthese van acetaat (anion van azijnzuur) tot methaan en kooldioxide. Hiertoe behoren methanogene bacteriën.
De reactievergelijking is:
Onder anaerobe omstandigheden wordt azijnzuur door chemosynthese omgezet in methaan en kooldioxide: CH3COO− + H+ → CH4 + CO2
Dit proces wordt o.a gebruikt bij de anaerobe gisting van het slib in de waterzuivering.